# Навчально-тренувальний сайт
Навчально-тренувальний сайт (англ. drill-and-practice site) — інформаційно-освітній вебсайт (портал), що розташований в мережі Інтернет, управляється викладачем, містить навчально-методичну інформацію і призначений для демонстрації механізмів та отримання практичних навичок створення, підтримки, управління, наповнення, редагування сайту, оцінки матеріалів і користувачів, отримання та публікації різнопланової інформації. Основною відмінністю навчально-тренувального сайту (НТС) від освітнього є його орієнтація на отримання і закріплення практичних вмінь та навичок роботи з сайтами зареєстрованими користувачами. Тобто, НТС є не стільки сучасним інформаційним каналом, засобом доступу до актуальних інформаційних ресурсів, скільки засобом отримання навичок сайтової діяльності й підвищення сайтової компетентності студентів.
Перший навчально-тренувальний сайт "Зерна: наука, освіта, аналітика [Архівовано 3 червня 2011 у Wayback Machine.]" було створено у вересні 2009 року.